# Ptychoglene xylophila
Ptychoglene xylophila är en fjärilsart som beskrevs av Druce 1885. Ptychoglene xylophila ingår i släktet Ptychoglene och familjen björnspinnare. Inga underarter finns listade.